# Anatolische herder
De Anatolische herder is een hondenras uit Turkije. De Turkse naam Çoban köpeği betekent herdershond.

## Geschiedenis
Over de afkomst van dit ras is veel gespeculeerd, maar is vrijwel niets bekend. De Anatoliër is een berghond, die naar lichaamsbouw eigenlijk ouder aandoet dan de Mesopotamische molossers met korte snuit waarvan men hem soms laat afstammen. De meest voor de hand liggende relatie is die met de berghonden van Centraal-Azië. In Turkije wordt de hond nog wel gebruikt voor zijn oorspronkelijke taak, het bewaken van grote kuddes schapen en geiten.
Het uiterlijk van deze werkende honden vertoont, zoals bij alle echte werkende rassen, grote verschillen. Die verschillen vinden we ook terug bij de sinds de jaren ‘60 naar West-Europa en Noord-Amerika geëxporteerde Anatoliërs.
In Turkije bestaat er grote belangstelling voor de hond, die zelfs al op Turkse postzegels is afgebeeld. Sinds 1996 worden daar de volgende variëteiten als aparte rassen onderscheiden:
- Karabaş (zwartkop), ook naar het gelijknamige plaatsje Kangal genoemd, met vaalgele of zelden witte vacht met een zwarte kop en eventueel gekleurde vlekken op de vacht elders.

Een variëteit van de Karabaş is de Malaklı - een robuuste en logge hond met kortere snuit, dikwijls vaalgeel en soms wit met masker.
Daarnaast is er een breed scala aan hybride vormen, die niet als Kangal of Malaklı geclassificeerd kunnen worden. Die worden simpelweg Anadolu çoban köpeği oftewel Anatolische Herder genoemd.
- Akbaş – (witkop) witte vacht, zwarte neus, een type dat meer in West-Turkije voorkomt

Intussen zijn dieren van het type kangal en karabaş buiten Turkije het meest verspreid, zodat ook weleens in brede (FCI) zin over kangal of karabaş gesproken wordt. Hier volgen we verder de in Nederland en België geldende FCI-standaard. De Anatolische herdershond is een oud ras waarvan de oorsprong meer dan 6000 jaar teruggaat.

## Uiterlijk
De Anatolische herder is een grote en krachtige hond. Reuen hebben een schofthoogte van 74-85 cm bij een gewicht van 50 tot 75 kg. Voor teven is dat 71-80 cm bij 45 tot 60 kg.
De honden kunnen een snelheid behalen van 50 km/h.
De voorsnuit is tamelijk vierkant en iets langer dan de schedel. De hond heeft een volledig schaargebit. De schedel is breed en vlak tussen de oren. De ogen zijn niet groot en licht- tot donkerbruin van kleur. De oogleden sluiten nauw aan. De oren zijn niet groot, driehoekig en hangend, in attente houding iets opgericht.
De nek is sterk en matig lang, de relatief korte rug recht, de lendenen iets gewelfd. De borstkas reikt tot de ellebogen en is licht gewelfd. De buik is opgetrokken. De staart reikt tot de hak, maar komt in attente houding sikkelvormig boven het lichaam.
De ledematen zijn tamelijk lang, sterk maar niet overmatig gespierd. De hoeking is normaal, de beweging regelmatig en soepel.
De vacht is kort tot halflang met een dikke ondervacht. Alleen beige vacht is toegestaan, met soms een witte borst. Neus en oogleden zijn zwart. Heeft soms één extra teen op de achterpoten, een hubertusklauw, ook weleens wolfsklauw genoemd.

## Gezondheid
Anatolische herders kunnen last hebben van heupdysplasie (HD) en elleboogdysplasie (ED). Dit zijn stoornissen aan het heup- of ellebooggewricht. ED en HD worden gezien als een erfelijk probleem. Er kan vaak spondylose voorkomen.

## Aard en gebruik
De Anatoliër is van oorsprong een berghond, gewend om ’s zomers en ’s winters buiten bij de kudde te verblijven en daar zelfstandig over te waken. Zoals het onderlinge uiterlijk van de Anatoliër divers is, verschillen ook de fysieke vaardigheden en karaktereigenschappen. De robuustere variëteiten worden vaak als waakhond ingezet voor het huis en erf. Deze honden die soms tot wel 90 kg kunnen wegen, zijn vanwege hun logge en zware lichaamsbouw ongeschikt voor kuddebewaking. De Kangalvariëteit, die zich daarentegen onderscheidt in een atletische bouw en erg zelfstandig karakter, is niet als erf-/waakhond geschikt. De Kangal heeft dagelijks veel lichaamsbeweging nodig en is bij gebrek aan mentale uitdaging snel verveeld en zal hierdoor gefrustreerd gedrag kunnen vertonen. De Anatoliër laat zich zelden verleiden tot een speelkameraadje als hij het nut niet inziet van een spel. Repeterend achter ballen en frisbees aanrennen om zijn baas te plezieren, is niet iets wat je van een Anatoliër kunt verwachten.
De Anatoliër is zelfbewust en terughoudend, is over het algemeen gehoorzaam bij een goede opvoeding maar zal altijd zijn eigen instinct blijven volgen. De Akbaş variëteit is over het algemeen het scherpst en de meest wantrouwende naar vreemde mensen. Om de Anatoliër goed met andere honden en katten om te kunnen laten gaan, moeten ze hieraan al heel jong gewend raken. De socialisatie eist vanaf zeer jeugdige leeftijd veel aandacht zodat deze wat op zichzelf levende hond een goede inprenting krijgt en zijn plaats in de leefomgeving goed invult met voldoende besef van de rangorde en huisregels. Zeer helder en consequent zijn en blijven is een vereiste voor de eigenaren. Zoals andere berghonden reageert ook de Anatoliër in de regel slecht op een opvoeding met harde hand. In tegenstelling tot zijn eigen terrein en erf, waar de Anatoliër waaks gedrag zal vertonen, is hij op neutraal terrein gereserveerd doch dikwijls absoluut neutraal tot vriendelijk naar mensen. Bij een slechte socialisatie zullen reuen echter dominant en agressief gedrag kunnen vertonen naar andere reuen. Bij een erg goede socialisatie komt het voor dat de hond niet als waakhond kan worden gebruikt. In de Verenigde Staten zijn gevallen bekend waarbij dieven naast het vee ook de honden hebben kunnen stelen. Hoewel het hier uitzonderlijke gevallen betreft, toont dit wel aan dat de hond van pup af aan gesocialiseerd en opgevoed dient te worden, naar wijze van gebruik en gewenst gedrag op volwassen leeftijd.
De Karabash wordt vanwege zijn snelheid ingezet in Kenia als hulp bij het beschermen van kuddes tegen cheetahs. De Cheetah Foundation zet de honden in bij boeren om de cheetahs te beschermen tegen het afschieten.
Volwassenheid en de rust komen pas bij een leeftijd van ongeveer drie jaar, tot die tijd heeft de hond dus in ieder geval een strikte opvoeding nodig. Vaak hebben ze aan een paar woorden al genoeg maar ze moeten deze wel op tijd krijgen om goed hanteerbaar te blijven. Het is absoluut geen hond voor beginners en hij heeft het grootste deel van zijn leven veel beweging, tijd en ruimte nodig, een wandelingetje in de pauze is absoluut niet voldoende.